# Pincier

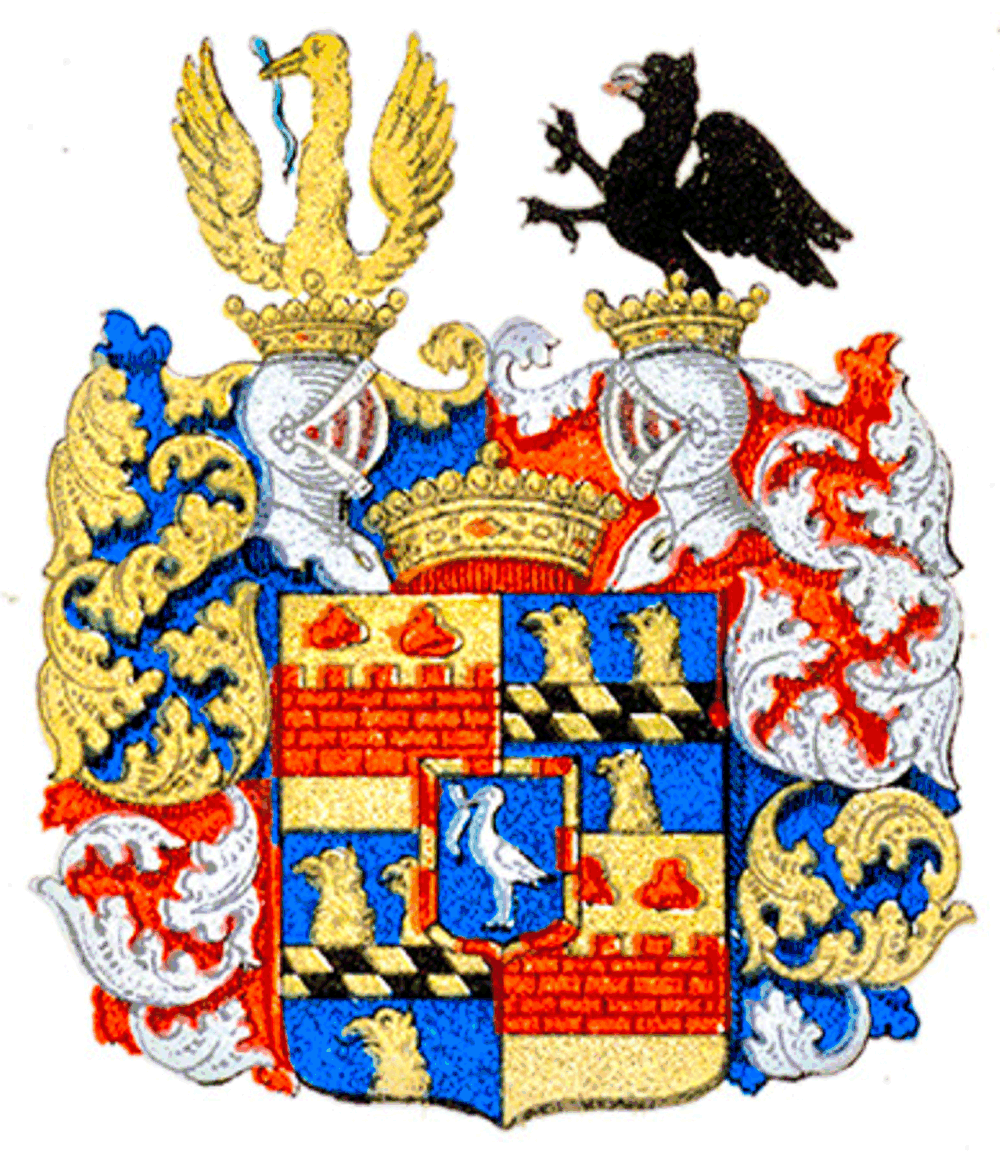
Wappen der Freiherren von Pincier

Pincier ist der Name einer ursprünglich aus Hessen stammenden Gelehrtenfamilie und des davon abstammenden Adelsgeschlechts.

## Geschichte
Die Familie stammt aus dem hessischen Wetter und wurde hier im 16. Jahrhundert vor allem durch den Theologen Johann Pincier (1521–1591) bekannt. Ein gleichnamiger Mediziner (1556–1624) wurde Professor und Rektor der Universität Marburg.
Mindestens zwei Familienmitglieder kamen gegen Ende des 16. Jahrhunderts nach Norddeutschland. Der Jurist Ludwig Pincier begründete den Lübecker Zweig, aus dem mehrere Generationen von Juristen hervorgingen, die in herzoglich-gottorfischen und königlich dänischen Diensten standen. Zur gleichen Zeit kam ein Johann Pincier als Lehrer der Kinder des Herzogs Johann Adolf ins Land und war 1616 Staller in Nordstrand.

### Standeserhebungen
- 1691 schwedischer Adel
- 1698 schwedischer Freiherrnstand als Pincier Freiherr von Königstein

### Besitzungen
- Oehe (Maasholm)
- Dollrott

## Grablegen
- von Königstein-Kapelle im Lübecker Dom

## Wappen
Beschreibung des bürgerlichen Wappens am Epitaph des Ludwig Pincier von 1618 im Lübecker Dom: „Ein im Röricht stehender Storch mit einer Schlange im Schnabel, auf dem Spangenhelm derselbe Vogel sitzend und auffliegend.“
Das adlige Wappen von Elisabeth von Pinicier, Ehefrau des Magnus von Wedderkop, an der gemeinsamen Grabkapelle im Lübecker Dom ist eine Fortentwicklung: „im blauen Felde ein schreitender Storch, der eine gekrönte Schlange im Schnabel hält; auf dem gekrönten Spangenhelm derselbe Vogel auffliegend.“
Christian Jensen hat bei der Beschreibung des Wappens am Königsteinschen Haubarg die Schlange als Aal missgedeutet: Ein Storch mit einem Aal im Schnabel, darüber eine Krone.

## Vertreter
- Johannes Pincier (Pfarrer) (1521–1591), Pfarrer in Wetter
- Johannes Pincier (Amtmann) (1538–1592), hessischer Rat u. Amtmann; Reisen nach Italien, Spanien, Frankreich, England, Niederlande; Ruf nach Marburg, Amtmann in Eppstein
- Johannes Pincier (Mediziner) (1556–1624), Mediziner und Hochschullehrer in Marburg und Herborn

- Hermann Pincier (1532–1570), Amtmann zu Nidda
  - Ludwig Pincier (1561–1612), Jurist, lutherischer Domherr in Lübeck
    - Hermann Pincier (1591–1661), Jurist, Erzbischöflich-bremischer Rat, Senior des Domkapitels in Lübeck
      - Ludwig von Pincier (1624–1702), Jurist am Reichskammergericht, später Senior des Domkapitel in Lübeck
        - Johann Ludwig von Pincier (1660–1730), lutherischer Domherr in Lübeck, Dänischer Geheimrat
          - Carl Ludwig Pincier von Königstein (1701–1742)

        - Margarethe Elisabeth Pincier, verheiratet mit Magnus von Wedderkop

      - Hans Christopher Pincier (1635–1670), Domherr in Magdeburg
      - Detlev Hinrich Pincier (1641–1701), Sekretär des Lübecker Domkapitels, Dekan des Kollegiatstifts St. Michael in Eutin